# NGC 3029
NGC 3029 (również PGC 28206) – galaktyka spiralna (Sc), znajdująca się w gwiazdozbiorze Sekstantu. Odkrył ją Lewis A. Swift 8 lutego 1886 roku.